# هربرت إل. برات
هربرت إل. برات (بالإنجليزية: Herbert Lee Pratt)‏ هو شخصية أعمال أمريكي، ولد في 21 نوفمبر 1871 في بروكلين في الولايات المتحدة، وتوفي في 3 فبراير 1945 في مانهاتن في الولايات المتحدة.